# Powtoon
Powtoon Ltd. ist ein britisches Unternehmen, das Cloud-basierte Animationssoftware (Software as a Service) zur Erstellung von animierten Präsentationen und Erklärvideos vertreibt. Der Name „Powtoon“ ist ein Kofferwort aus der ersten Silbe von „PowerPoint“ und „Cartoon“.
Powtoon wurde im Januar 2012 gegründet, veröffentlichte im August 2012 eine Betaversion und verzeichnete seitdem ein schnelles Abonnentenwachstum auf etwa 25 Millionen Benutzer. Im Dezember 2012 sicherte sich Powtoon eine Investition von 600.000 US-Dollar von der in Los Angeles ansässigen Risikokapitalfirma Startup Minds.
Powtoon ist eine webbasierte Animationssoftware, die es Benutzern ermöglicht, animierte Präsentationen zu erstellen, indem sie vorgefertigte Objekte, importierte Bilder, bereitgestellte Musik und vom Benutzer erstellte Sprachaufnahmen bearbeiten. Powtoon verwendet eine Apache-Flex-Engine, um eine XML-Datei zu generieren, die im Powtoon-Online-Viewer abgespielt, auf YouTube exportiert oder als MP4-Datei heruntergeladen werden kann.